# 指導死
指導死（しどうし）とは、学校または社会人スポーツにおいて教師または指導者の「指導」を口実とした叱責により肉体的、精神的に追い詰められた生徒または選手が自殺に追い込まれること。
一種のアカデミックハラスメントと云える。

## 概要
指導死の定義としては、 『「指導死」親の会』・大貫隆志の定義によると、「生徒指導をきっかけとした子どもの自殺」として、具体的には以下のように定義づけている。
1. 一般に「指導」と考えられている教員の行為により、子どもが精神的あるいは肉体的に追い詰められ、自殺すること。
2. 指導方法として妥当性を欠くと思われるものでも、学校で一般的に行われる行為であれば「指導」と捉える（些細な行為による停学、連帯責任、長時間の事情聴取・事実確認など）。
3. 自殺の原因が「指導そのもの」や「指導をきっかけとした」と想定できるもの（指導から自殺までの時間が短い場合や、他の要因を見いだすことがきわめて困難なもの）。
4. 暴言・暴力を用いた指導（所謂スパルタ教育）が日本では少なくない。本来「暴行・傷害」と考えるべきだが、これによる自殺を広義の「指導死」と捉える場合もある。

この定義によると、体罰を苦にしての自殺も指導死に含まれるが、「指導死」概念は直接的な有形力行使の有無を問わずに精神的に児童生徒を追い詰める例も含めた広い概念となっている。
指導死では学校や教師の指導のあり方が問題となるため、教職員への責任が問われて学校へのダメージが大きくなることを嫌っていじめ以上に教師が事実を隠そうとする傾向が指摘されており、遺族が真相究明に乗り出しても学校が情報を隠蔽する場合もあるなど社会問題となっている。

## 事例
教育評論家・武田さち子の分析によると、指導死に該当すると考えられる子どもの自殺（未遂含む）は1952年より2016年2月までの間に計83件、1989年から2016年の間でも61件発生している。誤った内容に基づいて児童生徒を追い詰めた「冤罪型」も1989年～2016年で10件あったと分析している。
- 1994年9月 - 兵庫県龍野市（現・たつの市）の市立小学校6年の男子児童が、運動会のポスター制作について質問したところ、担任教諭から「何回同じこと言わすねん」と怒鳴られ平手打ちをされた直後に自殺。民事訴訟では教諭の暴行・体罰が自殺の原因となったと認定[3]。
- 1994年11月、羽曳野市立河原城中学校（大阪府）女子ソフトボール部の副キャプテン（当時2年生）が練習試合で送球ミスを繰り返し男性顧問（当時35歳）から叱責を受け、部活動（試合）への出場を拒否されユニフォームの返却を迫られる。翌朝、自室にて部ユニフォームを着たまま自死。母に対して部活動の続行が困難な旨を認めた詫びる遺書を書いて縊死[4]。
- 2000年9月 - 埼玉県新座市立中学校2年の男子生徒が、校内で菓子を食べていたとして教諭から指導を受けた直後、指導を苦にしたと受け取れる遺書を残して自宅マンションから飛び降り自殺[3]。
- 2004年3月 - 長崎県長崎市立中学校2年の男子生徒が、ライターを持っていたとして教師から事情を聴かれた直後、校舎から飛び降り自殺。民事訴訟では両親の請求は棄却したものの、指導と自殺との因果関係を認定[3]。
- 2006年3月 - 福岡県北九州市立小学校5年の男子児童が担任教諭から叱責された直後に自殺。かねてから体罰を集中的に受けたり、教師の指導への不満などを口にしていた。民事訴訟では北九州市が責任を認める内容で和解が成立[3]
- 2008年4月 - 北海道遠軽町立小学校で、6年生に進級したばかりの女子児童が自殺。5年次の担任から夏休みの宿題で「図形の角度がずれていた」として数カ月にわたって書き直しを命じられたことや、別の児童が忘れ物で20分以上叱責されていたことを目撃していたことなどを苦にしていたとされ、この教諭が6年でも持ち上がりで担任になることを知った直後に自殺。民事訴訟では教諭の指導は「厳しい指導」と指摘したが、自殺との因果関係は否定[3]。
- 2012年7月 - 岡山県立岡山操山高校で野球部のマネージャーをしていた当時2年生の男子生徒が、当時監督を務めていた男性教諭から叱責を受けた後自殺。学校側は「叱責と自殺の因果関係を認めるのは難しい」とする調査結果をまとめたが、生徒の両親がこれを不服として岡山県に再調査を要求し、これを受け第三者委員会が調査。2021年3月26日に第三者委員会は「自殺の原因は監督からの激しい叱責などが原因」とする報告書をまとめ伊原木隆太知事に提出した[5]。
- 2012年10月 - 広島県東広島市の市立中学2年の男子生徒が教師に叱責された後に公園で自殺し、第三者委員会が調査を行ったが、遺族に対して第三者委員会は質問に回答する義務はないなどと回答し、市側も再調査に応じず、2015年6月に遺族が提訴[1]。
- 2013年3月 - 北海道札幌市の道立高校1年の男子生徒が教師から叱責され自殺し、遺族が北海道教育委員会に対して在校生のアンケート結果の開示を求めたが「原本は廃棄した」と説明され、2016年3月に遺族が提訴[1]。
- 2013年8月 - 岐阜県立海津明誠高校の1年生男子バスケットボール部員が、同部の非常勤講師である女性コーチから「使えない」、「もう辞めてもらっていいよ」などの発言を相次いで行った末、被害男子部員は自殺。後、自死生徒遺族が加害コーチの指導が自殺に繋がったとして岐阜県に対し損害賠償請求。

- 2015年5月 - 大阪府立東住吉総合高校の当時1年生だった男子生徒が、授業中に騒いでいた生徒を注意したところ喧嘩となった。学校側は男子生徒を、校内にある小部屋に8時間にわたり監禁し、反省文の提出などを強要した上に停学処分とした。男子生徒はこれらの指導を苦に、5月15日に南海高野線の踏切で電車に飛び込み自殺した。遺族は学校側や大阪府に対し損害賠償を求めて大阪地方裁判所に2016年5月に提訴し係争中である[6]。
- 2016年3月 - 府中町立府中緑ヶ丘中学校3年の男子生徒が、万引したとの誤った記録に基づいた進路指導を受けて自殺していたことが明らかとなる[1]。
- 2017年2月 - 愛知県一宮市立中学校に通っていた3年生の男子生徒が、6日に大阪市内の商業施設から飛び降り自殺。この男子生徒は、担任の教諭から、資料配布の役を何度もさせられたり、体育祭の組体操で崩れ倒れた際にも適切に対応しないなど、不適切な指導が行われていたことが明らかになった[7]。
- 2017年3月 - 福井県池田町立池田中学校に通っていた2年生の男子生徒が、校舎から転落し死亡。同町教育委員会の委託を受けた第三者機関の調べでは、この男子生徒は2016年10月以降、学級担任の男性教諭と副担任の女性教諭から、大声で怒鳴られるなど厳しい叱責を執拗に受けており、また、死亡した際に現場に遺書が残されていたことなどから、第三者機関は厳しい指導を苦に自殺したと判断した[8]。この問題の影響で、同校の当時の校長が退職願を提出した[9]。
- 2017年7月 - 新潟県立新潟テクノスクールに通っていた25歳の男性が卒業後に自殺。その後2018年12月5日に男性の遺族らが、男性が「指導員から度重なる暴言や悪口を言われた」と遺書に書き残していたと公表。また、男性の同級生らも、当該の指導員が男性に対し「学校を辞めろ」などと発言したり、日常的に叩いたりしていたと証言した。新潟県は経緯を調査している[10]。
- 2018年7月3日 - 岩手県立不来方高等学校3年生男子バレーボール部員（当時17歳）が自宅で自殺。岩手県教育委員会は同年7月から8月にかけて、同級生や教員に聞き取り調査を実施、バレー部顧問で40代の男性教員による過剰な指導と叱責があったとされる。
- 2018年8月 - 宮城県工業高等学校の1年生の男子生徒が自宅で自殺。この生徒は、自殺の約2ヵ月前に提出したレポートを担任教諭から書き直すよう指示され、終わるまでは部活動への参加を禁止されるなどした。生徒の遺族は10月31日に、担任の指導の行き過ぎが自殺に繋がったとして、宮城県教育委員会に対し、第三者委員会を設置し調査を実施するよう要望した[11]。
- 2019年4月30日 - 茨城県高萩市の中学校に通う女子生徒が自宅で自殺。同市教委が調べたところ、この女子生徒は所属する卓球部の顧問の男性教諭から暴言を受けるなど不適切な指導を受けていたことが明らかになった。また、この男性教諭は、他の部員に対しても「殺すぞ」などの暴言を浴びせていた模様である[12]。
- 2019年 - 熊本市内の小学校に通っていた男子児童が、その後中学校在学中に自殺。この件で、第三者委員会は2022年10月に公表した報告書で、当該の生徒は小学校6年生の時に担任をしていたた男性教諭から、叱責や暴言などの不適切指導を受けたり、友人が叱責されるのを目撃したりしており、これらの影響で抑鬱状態が発症し、その後さらに悪化した可能性が高いなどと指摘した。また、この教諭については、別の児童などに対する不適切指導が、合わせて42件に及ぶことも明らかにされた[13]。
- 2020年8月 - 博多高等学校の剣道部員だった1年生の女子生徒が、SNSに「部活動が死にたい原因」とのメッセージを書き込んだ後に自殺。この女子生徒は、剣道部の顧問2人から暴言や暴力を度々受けていた。その後2022年10月に、同校側が剣道部顧問2人の不適切指導に原因があったことを認め謝罪した上で、再発防止策を取ることで、女子生徒の保護者と同校とで合意した[14]。

- 2021年12月 - 清風高校で行われた期末試験で、2年生の学級においてカンニングが発覚し、当該の当時17歳の男子生徒は、当時の担任教諭らから「卑怯者」と呼ばれる等の指導を受けたり、写経80巻分を書かされるなどし、その後自殺。この生徒は「死の恐怖よりも、『卑怯者』と呼ばれ続けることが怖い」などと遺書に綴っていた。その後2024年4月に生徒の両親は、同校を運営する学校法人清風学園を相手取り、損害賠償を求める訴えを大阪地方裁判所に起こした[15]。